# 大倉治彦
大倉 治彦（おおくら はるひこ、1958年5月2日 - ）は、日本の実業家。月桂冠代表取締役社長、京都経済同友会代表幹事、日本酒造組合中央会会長などを歴任。

## 人物
京都府京都市出身。大倉敬一（元月桂冠社長・会長）の長男。京都教育大学教育学部附属高等学校を経て、1981年に一橋大学経済学部を卒業、第一勧業銀行（現みずほ銀行）に入行する。東京中央支店を経て、本店国際資金部で為替ディーラーを務めた。
1987年、月桂冠に入社する。副社長等を経て、1997年に社長に就任する。日本酒市場の縮小、低価格化で利益率が下がる中、基本理念「QUALITY, CREATIVITY, HUMANITY」を定め、コンビニエンスストアやスーパーマーケット向けのパソコンを活用した提案型営業を強化するなど、コンビニ、スーパーでのシェア拡大に力を入れるほか、バイオ関連事業等の拡大も目指す。1999年大手清酒専業メーカーで初めて品質管理の国際規格・ISO9002の認証を取得する。2007年、上海駐在所を設立し、中国へ進出する。
一般社団法人京都経済同友会代表幹事、京都経営者協会常任理事、社団法人京都工業会常任理事、京都府酒造組合連合会会長、京都パープルサンガ後援会副会長、伏見納税協会副会長、日本酒造組合中央会副会長等も歴任し、2020年日本酒造組合中央会会長。同年藍綬褒章受章。
趣味はゴルフ、読書、サッカー観戦。
推理作家の大倉崇裕はいとこにあたる。